# Hellcat Records
Hellcat Records è una casa discografica indipendente con sede a Los Angeles, California. Nata come una derivazione dalla Epitaph Records, casa indipendente più importante nel punk rock, grazie ad un accordo tra Brett Gurewitz (proprietario di Epitaph Records e membro dei Bad Religion) e Tim Armstrong (proprietario di Hellcat e membro dei Rancid). Molte band infatti hanno accordi con entrambe le case discografiche, anche perché solo la Epitaph ha la struttura distributiva per i paesi extra-USA (prevalentemente America, Europa e Asia).
L'etichetta è specializzata nei generi ska, ska-punk, punk rock, oi!, psychobilly e hardcore punk e come altre etichette simili pubblica anche la sua raccolta, col nome di Give 'Em the Boot.

## Gruppi di Hellcat Records

### Gruppi attivi
Gruppi attualmente con Hellcat
- The Aggrolites
- Tim Armstrong
- Dropkick Murphys
- G.B.H.
- The Heart Attacks
- HorrorPops
- Lars Frederiksen and the Bastards
- Left Alone
- Mercy Killers
- Nekromantix
- Orange
- Rancid
- The Slackers
- Society's Parasites
- Static Thought
- Tiger Army
- Time Again
- The Interrupters
- The Unseen
- Westbound Train
- Armstrongs

### Gruppi non più attivi
Gruppi che hanno chiuso la carriera con la Hellcat
- Choking Victim
- The Distillers
- F-Minus
- Hepcat
- Joe Strummer and the Mescaleros
- The Nerve Agents
- The Luchagors
- U.S. Roughnecks

### Gruppi non più Hellcat
Gruppi che hanno lasciato la Hellcat per un'altra casa discografica.
- Dave Hillyard and the Rocksteady Seven
- The Gadjits
- King Django
- Leftöver Crack
- Mouthwash
- The Pietasters
- Roger Miret and the Disasters
- Transplants
- Union 13
- U.S. Bombs